# Molchat Doma
Molchat Doma [mɐlˈt͡ɕat dɐˈma] (russisch Молчат Дома, dt. sinngemäß etwa Die Häuser schweigen) ist eine 2017 im belarussischen Minsk gegründete Musikgruppe, die stilistisch dem Dark Wave und Post-Punk zuordenbar ist.

## Geschichte
Die Gruppe gründete sich Anfang 2017 in Minsk mit der bis heute unveränderten Besetzung Egor Shkutko (russ. Егор Шкутко), Roman Komogortsev (russ. Роман Комогорцев) und Pavel Kozlov (russ. Павел Козлов). Das erste Album S krysh nashikh domov (russ. С крыш наших домов) erschien am 24. April 2017 als Heimproduktion zunächst im Selbstverlag und einige Monate später als limitierte Ausgabe auf Musikkassette auf dem deutschen Underground-Label Detriti Records. Bereits in ihrer ersten Veröffentlichung experimentierte die Band mit später zu Markenzeichen werdenden Einflüssen aus sowjetischem Underground-Rock und Lo-Fi-Elementen.
Das zweite Studioalbum Etazhi (russ. Этажи) war ab dem 24. August 2018 zunächst als limitierte, später jedoch mehrmals wieder aufgelegte Schallplattenpressung auf Detriti und später auch digital und als CD-Ausgabe verfügbar und enthielt wieder Stücke im Stil des Vorgängers, jedoch mit deutlich stärkerem Lo-Fi-Sound. Millionenfach aufgerufene, aber nicht autorisierte Uploads der beiden Alben auf YouTube sowie die Verwendung in „Doomer“-Playlists, Sammlungen düsterer und melancholischer Musik als Teil des gleichnamigen Internetphänomens, ließen den Bekanntheitsgrad der Band in der westlichen Welt im Laufe des Jahres 2019 stark ansteigen, während sie in ihrer Heimat Belarus eher unbekannt blieb. Auch durch die häufige Verwendung des Stückes Sudno (russ. Судно) in Kurzclips auf der Videoplattform TikTok Anfang 2020 brachte der Gruppe zusätzliche Popularität. In diese Zeit fallen auch die ersten Livekonzerte außerhalb von Belarus; die Band trat ab Herbst 2019 zunächst nur in Osteuropa, in späteren Jahren aber auch in ganz Europa und Amerika auf. Aus einer Kooperation mit der russischen Band Ploho ging zum Jahresende die Single Po kraju ostrova (russ. По краю острова) hervor.
Im Januar 2020 unterschrieb die Band offiziell beim US-amerikanischen Label Sacred Bones Records, das die bisherigen Veröffentlichungen weltweit sowohl digital als auch auf Tonträgern neu auflegte und der Band weitere Türen zur kommerziellen Verwertung ihrer Werke öffnete. Die Band nahm zu Werbezwecken eine Coverversion eines Stückes von Black-Sabbath im bekannten Stil und mit russischem Text auf, was im Mai gleichen Jahres zusammen mit den Aufnahmen anderer bei Sacred Bones unter Vertrag stehender Musiker auf einem Kompilationsalbum des Labels veröffentlicht wurde. Monument (russ. Монумент) erschien am 13. November 2020 als drittes Studioalbum und setzte den Sound der Vorgängeralben mit deutlichen Electro-Wave-Einflüssen fort. In dieser Zeit zog die Gruppe zudem aufgrund besserer Perspektiven nach Los Angeles in die Vereinigten Staaten um, wo sie ein eigenes Studio bezog. Die Band distanzierte sich öffentlich vom Russischen Überfall auf die Ukraine seit 2022 und kündigte an, Teile der Ticketerlöse ihrer Konzerte für Hilfsprojekte in der Ukraine zu spenden. Das vierte Studioalbum Belaya Polosa (russ. Белая Полоса) wurde am 6. September 2024 veröffentlicht, bereits in den vorangegangenen Monaten waren Singleauskopplungen und begleitende Musikvideos erschienen. Es markierte eine deutliche Abkehr vom Klang der vorangegangenen Veröffentlichungen hin zu umfangreicheren Arrangements mit verbesserter Produktionsqualität. Zudem wurde erstmals eine begleitende Welttournee angekündigt.

## Stil

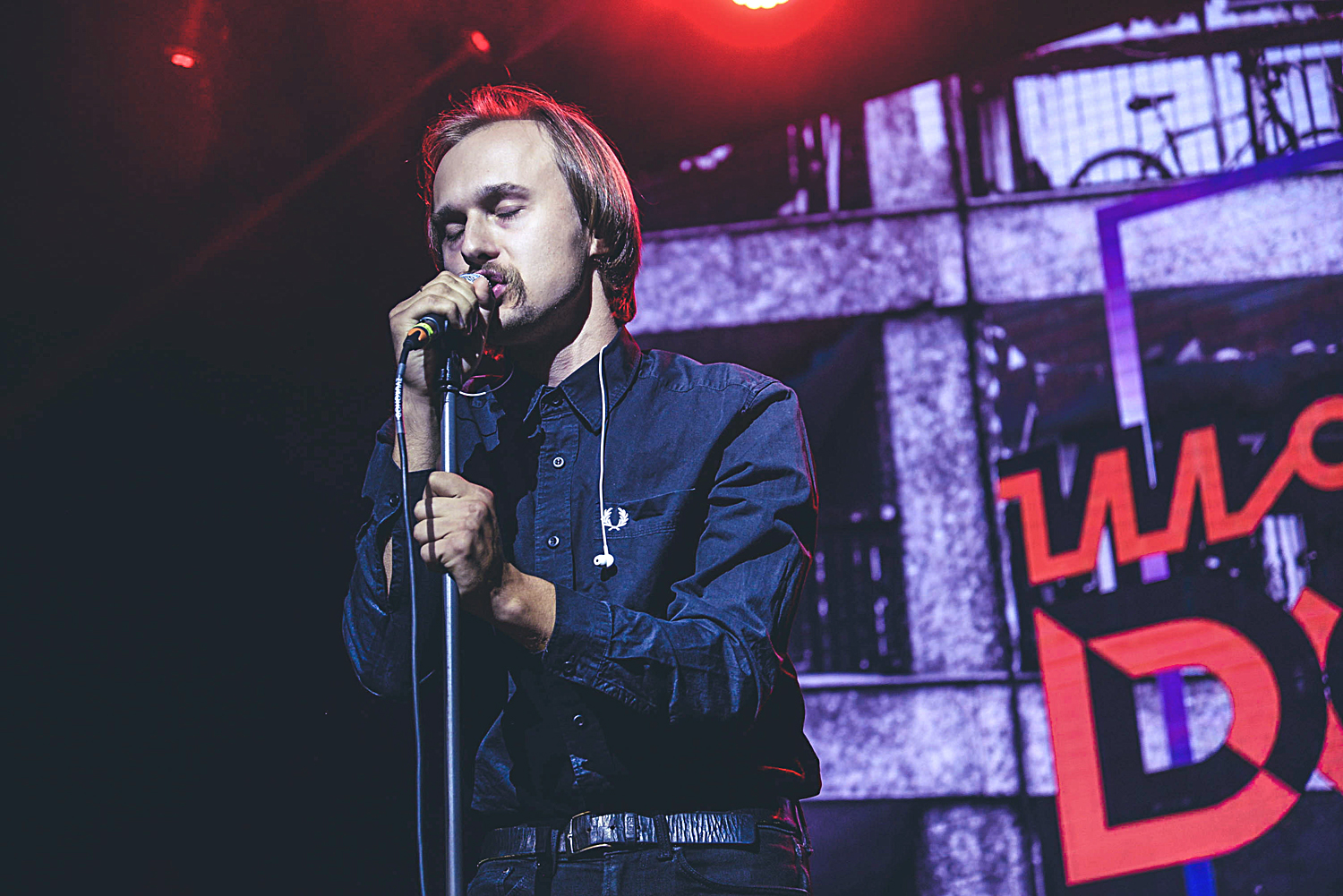
Sänger Shkutko bei einem Auftritt in Sankt Petersburg, 2020

Die Bandmitglieder nannten den Underground-Rock in der Sowjetunion während der Jahre von Glasnost und Perestroika, dabei insbesondere die Musik der Band Kino und ihres Frontmanns Viktor Tsoi sowie die Gruppen Alyans und Biokonstruktor als prägende musikalische Vorbilder. Weiterer Einfluss wurde The Cure, Joy Division und Depeche Mode zugeschrieben, mit deren Konzept und Auftreten Molchat Doma häufig verglichen wird. Bei der Bühnenpräsenz des Sängers Shkutko wurden unter anderem Parallelen zu Joy-Disivion-Frontmann Ian Curtis gezogen.
Mit der ausschließlichen Verwendung der russischen Sprache in den melancholischen Liedtexten setzt sich die Band mit den weiterhin allgegenwärtig präsenten Spuren der KPDSU-Diktatur in Gesellschaft und Politik der postsowjetischen Staaten sowie dem oft von Perspektivlosigkeit und Ungewissheit geprägten Leben der dortigen Bevölkerung auseinander. Auch die retrospektive Nutzung von Motiven brutalistischer Architektur und propagandistischer sowjetischer Symbolik in ihren Artworks (vgl. Ostalgie im wiedervereinten Deutschland) soll dieses Leitmotiv unterstützen. Eine klare nostalgische Verklärung der Umstände zur damaligen Zeit wird aber explizit vermieden.
Durch die Verwendung von maschinellen, starren Rhythmen eines Drumcomputers, verzerrter E-Gitarre sowie deutliche Präsenz der Bassgitarre in der Abmischung sollte gerade auf den ersten zwei Alben im Zusammenspiel mit beabsichtigt schlechter Soundqualität (Lo-Fi) und exzessivem Einsatz des Reverb-Nachhalleffekts eine finstere, dystopische Atmosphäre erzeugt werden. Diese Arrangements waren klar dem Post-Punk zuzuordnen, später ließ die Band in ihren Sound insbesondere durch verstärkte Nutzung von Synthesizern aber auch Elemente von Synthpop, Gothic Rock, Industrial, Electro Wave und der EBM einfließen, teilweise auch bis hin zum völligen Verzicht auf Saiteninstrumente.

## Diskografie

### Alben
- 2017: S krysh nashikh domov / С крыш наших домов (Detriti Records)
- 2018: Etazi / Этажи (Detriti Records)
- 2020: Monument / Монумент (Sacred Bones Records)
- 2024: Belaya Polosa / Белая Полоса (Sacred Bones Records)

### EPs
- 2025: Live at Panorama Hotel

### Singles (Auswahl)
- 2017: Kommersanty / Коммерсанты (Selbstveröffentlichung)
- 2017: Люди Надоели
- 2017: Дома Молчат
- 2017: Крыши
- 2018: Судно (Борис Рижий)
- 2018: Тоска
- 2018: Клетка
- 2018: Танцевать
- 2018: На Дне
- 2018: Волны
- 2018: Фильмы
- 2019: Zvezdy / Звезды (Selbstveröffentlichung)
- 2019: По краю острова / Po kraju ostrova mit Ploho (Artoffact Records)
- 2020: Ответа Нет / Otveta Net
- 2020: Небеса И Ад / Nebesa i Ad (Sacred Bones Records)
- 2024: Ты Же Не Знаешь Кто Я / Ty Zhe Ne Znaesh Kto Ya (Sacred Bones Records)